# 大磯町消防本部
大磯町消防本部（おおいそまちしょうぼうほんぶ）は、神奈川県中郡大磯町の消防部局（消防本部）。管轄区域は大磯町全域。

## 概要
- 消防本部：神奈川県中郡大磯町大磯1075
- 管内面積：17.232km2
- 職員定数：50人
- 消防署1カ所、分署1か所
- 主力機械（2018年4月1日現在）
  - 普通消防ポンプ自動車：2
  - 水槽付消防ポンプ自動車：1
  - 高規格救急自動車：3
  - 救助工作車：1
  - 小型動力ポンプ：7
  - 指令車：1
  - 指揮車：1
  - 防災資機材運搬車：1
  - 防災活動車：1
  - 資機材搬送車：2

【参考文献：大磯町平成29年度版消防年報】

## 沿革
- 1965年
  - 4月1日 - 町役場に消防課が設置される。
  - 8月5日 - 救急業務を開始する。
- 1968年4月1日 - 大磯町消防本部及び大磯町消防署を開設する。
- 1974年8月5日 - 消防庁舎を現在地に移転する。
- 1996年
  - 2月29日 - 初の高規格救急車を消防署に配置する。
  - 4月1日 - 国府分署を開設する。

## 組織
- 本部 - 消防総務課
- 消防署

## 消防署
| 消防署       | 住所     | 分署           |
| ------------ | -------- | -------------- |
| 大磯町消防署 | 大磯1075 | 国府：月京6-10 |